# Szczepanek (Opole)
Pour les articles homonymes, voir Szczepanek.
Szczepanek est une localité polonaise de la gmina de Strzelce Opolskie, située dans le powiat de Strzelce en voïvodie d'Opole.